# La Chapelle-Forainvilliers

La Chapelle-Forainvilliers este o comună în departamentul Eure-et-Loir, Franța. În 1 ianuarie 2022 avea o populație de 214 de locuitori.